# Ча-ча-ча
Ча-ча-ча (cha-cha-chá) — парний бальний танець кубинського  походження, який входить у програму латиноамериканських танців. Розмір танцю 4/4 слухатиⓘ. Ча-ча-ча танцюють під однойменну музику, запропоновану в 1953 році кубинським композитором і скрипалем Енріке Хорріном. Ритм ча-ча-ча виник як розвиток кубинського музичного стилю дансон і відрізняється синкопуванням четвертої долі такту. Назва музики й танцю пояснюється звуконаслідуванням - фразу ча-ча-ча в кубинському оркестрі грає гуїро, її ж відтворює човгання ніг танцюристів.

## Походження

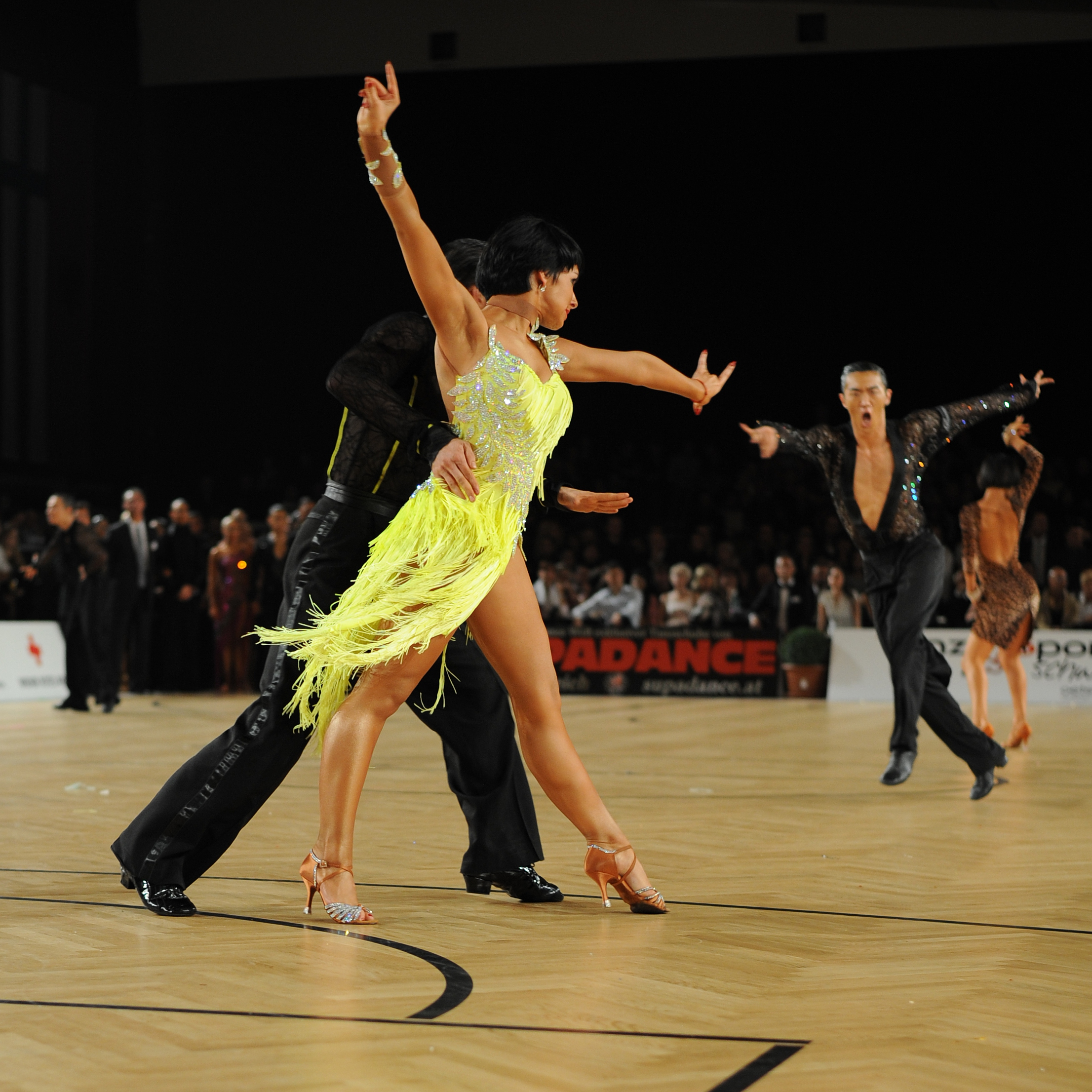

Те, як ча-ча-ча танцюють сьогодні, результат роботи вчителя танців П'єра Зушер-Марголя, відомого під псевдонімом месьє П'єр. Він відвідав Кубу в 1952 з метою вивчення кубинських танців. Там месьє П'єр помітив, що четверта доля нового танцю розділена навпіл, і танцювати кубинці починають з другої долі, а не з першої. Він привіз цю ідею до Англії, і там створив те, що зараз називають бальним ча-ча-ча.
За своїм походженням від кубинських танців ча-ча-ча має спільні корені з румбою. Однак, шляхи румби та ча-ча-ча розійшлися — румба стала повільнішою і чуттєвішою, ча-ча-ча — швидшим та грайливішим.
Під час танцю пари повинні передати веселий, безтурботний і розв'язний характер, на відміну від ліричної румби. Якщо румба - спокушання і переживання, то ча-ча-ча - кокетство і флірт.
У англійській мові і в США первинна назва cha-cha-cha поступово скоротилася до cha-cha, що пов'язане із зміною характеру танцю.

## Опис

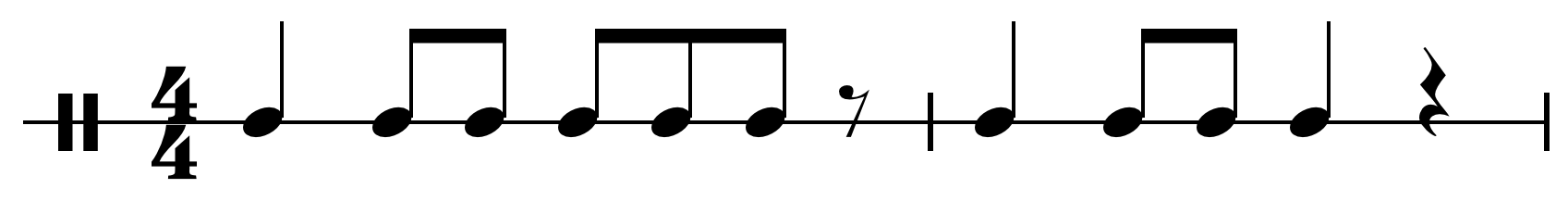
Ритм ча-ча-ча

Ча-ча-ча танцюють у темпі 120 ударів за хвилину (30 тактів на хвилину). Положення корпуса таке саме, як і в самбі – вага тіла переноситься на пальці ніг. Перший крок сильніший, виразний, що підкреслюється більшою тривалістю виконання порівняно з іншими чотирма кроками. Композиції в цьому танці так само різноманітні, як і грайливі: одна з них називається "полювання" і полягає в тому, що один з партнерів повертається до другого спиною – такий собі жарт у дусі народного танцю. Словом, на відміну від ліричної, "дорослої" румби, танець ча-ча-ча радше схожий на ексцентричного підлітка, неслухняного й вередливого.

### Основний крок
Також називають "Базове шасе" (англ. "Side Basic" чи  "Chasse Basic", "Close Basic")
| Крок   | Позиція                                                              | раз | два | ча                    | ча                                  | ча |
| ------ | -------------------------------------------------------------------- | --- | --- | --------------------- | ----------------------------------- | --- |
| Вперед | Перша позиція. Вага на правій нозі. Ліва нога дещо зігнута в коліні. | Крок вперед лівою на всю підошву. Права нога піднімається на подушку ступні і дещо згинається в коліні. | Вага тіла повертається на випрямлену праву ногу, яка стає на підошву, ліва, дещо зігнута в коліні, на подушку. | Крок лівою ліворуч.   | Права нога приставляється до лівої. | Невеличкий крок лівою ліворуч. Вага на ліву ногу. Права дещо зігнута в коліні. Це вихідна позиція для кроку назад. |
| Назад  | Перша позиція. Вага на лівій нозі, права дещо зігнута в коліні.      | Крок правою назад на всю підошву. Ліва нога підіймається на подушку ступні і дещо згинається в коліні.  | Вага тіла повертається на випрямлену ліву ногу, яка стає на підошву, права, дещо зігнута в коліні, на подушку. | Крок правою праворуч. | Ліва нога приставляється до правої. | Невеличкий крок правою праворуч. Початкова позиція для кроку вперед.                                               |

Коли на рахунок «раз-два», вага тіла спочатку частково переноситься на випрямлену ногу, а потім повертається на іншу, танцюрист виконує характерне для кубинських танців похитування стегнами, почергово згинаючи спочатку одне, а потім інше коліно.
На рахунок «ча-ча-ча» виконується шасе - крок ненавантаженою ногою, приставляння другої ноги і знову невеличкий крок з переносом ваги тіла. В основному кроці шасе виконується вбік, інші типи шасе дозволяють танцюристам переміщатися і виконувати складніші фігури. Стилі ча-ча-ча можуть відрізнятись позицією шасе в ритмічній структурі. Оригінальний кубинський та бальний варіант рахунку в ча-ча-ча є "два, три, чачача" або "чотири-і-раз, два, три". Танець не починається на першому ударі такту, хоча він може початись з перенесення ваги на праву ногу лідера.
Щоправда, багато соціальних танцюристів рахують "раз, два, ча-ча-ча" і їм складно підлаштуватись під "правильну" фазу танцю.

### Музика
Ча-ча-ча можна танцювати під автентичну кубинську музику, чи під латиноамериканський поп чи рок. Музика для міжнародного бального ча-ча-ча є енергійною і з постійним ритмом. Кубинське ча-ча-ча більш чуттєве і може включати складні поліритми.

## Танцюристи
Танець ча-ча-ча належить до 5 основних танців латино-американської програми.  Виконується усіма категоріями танцюристів: класу А, В, С, D, E, N
Серед світових чемпіонів, відомих своєю технікою виконання танцю ча-ча-ча, є :
- Bryan Watson & Carmen Vincelj
- Michael Malitowski and Joanna Leunis[5]
- Paul Killick & Hanna Karttunen[6]
- Jukka Haapalainen & Sirpa Suutari[7]
- Riccardo Cocchi & Yulia Zagoruychenko[8]